# Средње Село (Цетинград)
Средње Село је насељено место у општини Цетинград, на Кордуну, Карловачка жупанија, Република Хрватска.

## Географија
Средње Село се налази око 7,5 км јужно од Цетинграда.

## Историја
Средње Село се од распада Југославије до августа 1995. године налазило у Републици Српској Крајини. До 1991. било је у саставу насељеног места Крушковача, а од 2001. је самостално насеље. До територијалне реорганизације у Хрватској налазило се у саставу бивше велике општине Слуњ.

## Становништво
Према попису становништва из 2011. године, насеље Средње Село је имало 15 становника.

### Број становника по пописима
| Националност   | 2001. | 1991. | 1981. | 1971. | 1961. | 1953. | 1948. | 1931. | 1921. | 1910. | 1900. | 1890. | 1880. | 1869. | 1857. |
| бр. становника | 30    | %     | %     | 76    | 86    | 91    | 147   | %     | %     | %     | %     | %     | %     | %     | %     |

- напомене:

У 2001. настало издвајањем из насеља Крушковача. Као део насеља исказивано од 1948. До 1931. те у 1981. и 1991. подаци садржани у насељу Крушковача.